# 佛陀波利
佛陀波利（梵文轉寫：Buddha-pāla或Buddha-pālita，義爲“覺-護”）或覺護尊者，北印度罽賓國比丘，唐代譯經家。

## 事跡
傳說佛陀波利出家後信心堅固，精進修行，发誓为了佛法可以舍弃一切乃至自己的生命，四處參拜聖人遺跡。經中曾授記文殊菩薩住在中土五台山（清涼山），佛陀波利尊者聞此，專於唐高宗儀鳳元年（676年）朝聖五台山，虔誠禮拜。
在山中，佛陀波利遇到一老者，老者問其是否取來《佛頂尊勝陀羅尼經》，如未取來，需回天竺帶來，饒益中土眾生。隨後老者不見。佛陀波利隨之明白這是大覺點化，便返國取好經書。
佛陀波利於永淳年間經海陸入唐。途中遇到海難，幾近覆滅，佛陀波利心繫使命，保護經書，等他再次醒來已身在海灘，經書沒有沾濕地安放在海灘上。永淳二年（683年），佛陀波利到達長安，將經書獻給唐高宗，并受昭與地婆訶羅、杜行顗等譯出《佛頂尊勝陀羅尼經》。唐高宗認為此經神異，令賜綢三十匹與佛陀波利後，只願供奉在宮內，未令流佈民間。佛陀波利再三請求，唐高宗才將經書歸還。之後佛陀波利來到五台山附近的西明寺，與精通梵语的顺贞和尚一同重译了《佛顶尊胜陀罗尼经》。译经结束後，佛陀波利曾出現了嚴重的病象，七日七夜不食不飲，第八日才痊愈，隨後前往五台山。
當佛陀波利來到五台山金刚窟，看到文殊菩薩顯聖在眼前，回頭喚眾僧入內朝聖，可再回頭，山洞裡便不見了菩薩的聖光。佛陀波利明了此前山中所遇的老者正是文殊菩薩的化身，現在自己使命已完成，文殊菩薩來接引他了。於是在山岩下坐化圓寂了。

## 疑似冒名偽經
署有佛陀波利爲译者名的经文有二，一者《佛顶尊胜陀罗尼经》，二者《長壽滅罪護諸童子陀羅尼經》。
印順法師認為，《大藏經·新纂卍續藏》中所收錄的《長壽滅罪護諸童子陀羅尼經》一卷題為「唐 佛陀波利譯」，但是中國歷代的『經錄』、『藏經』都沒有收錄這部經，應屬於疑偽經。此经内容前後不一致，疑似从各部经文拼凑而成，其咒文音译用字也不一致。
《長壽滅罪經》的內容和思想，與《護諸童子陀羅尼經》相似，當中包含《入楞伽經》和《大方等大集經》中也有的咒語。經中關於產血穢地、觸犯地神和宰殺宴饗而致惡鬼傷害初生母子的思想，與十世紀末後出現的中土撰述佛典《血盆經》和《地藏菩薩本願經》也有相似之處。雖然歷代缺乏此經的相關紀錄，於大理法藏寺藏有《長壽命經》的古經卷，其內容即為本經。推測此經是在十一到十三世紀間，最晚不超過十四世紀間在大理流傳。可證此經應是源出中國，後來傳至韓國、日本。